# Minuartia umbellulifera
Minuartia umbellulifera är en nejlikväxtart. Minuartia umbellulifera ingår i släktet nörlar, och familjen nejlikväxter.

## Underarter
Arten delas in i följande underarter:
- M. u. fimbriata
- M. u. pontica
- M. u. salbacica
- M. u. umbellulifera